# Villanueva de Gállego
Villanueva de Gállego là một đô thị ở tỉnh Zaragoza, Aragon, Tây Ban Nha. Theo điều tra dân số 2004 của Viện thống kê Tây Ban Nha (INE), đô thị này có dân số là 3.662 người. Diện tích đô thị này là 76 ki-lô-mét vuông.Đô thị này nằm ở độ cao 244 m trên mực nước biển, cách tỉnh lỵ 13 km.